# Subic Bay
Subic Bay är en havsvik på västra sidan av ön Luzon i Filippinerna. Viken var under mer än hundra år en betydande örlogsbas.

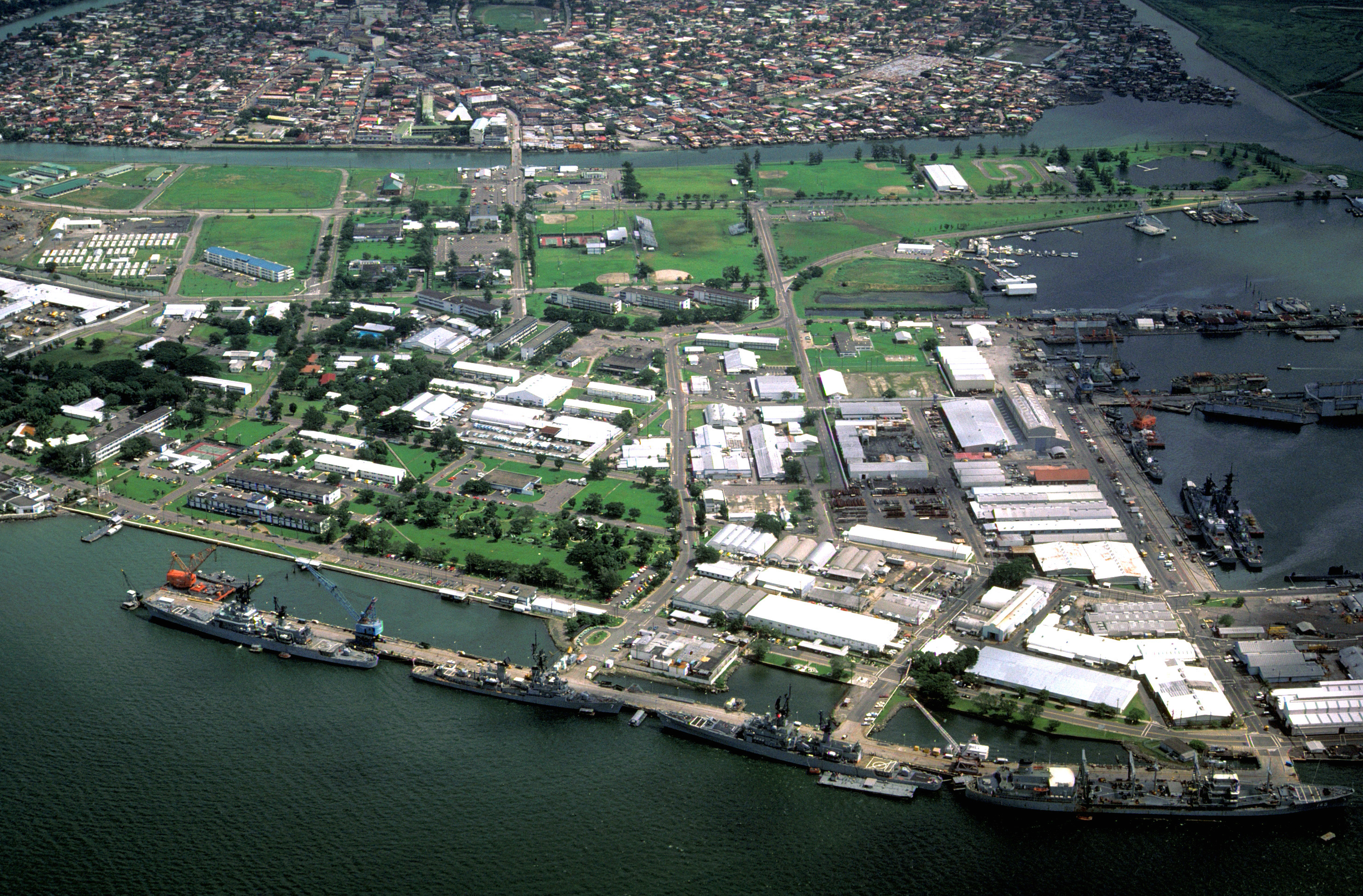
Flottbasen i Subic Bay från söder. I bakgrunden syns kanalen och bortom den Olongapo City.

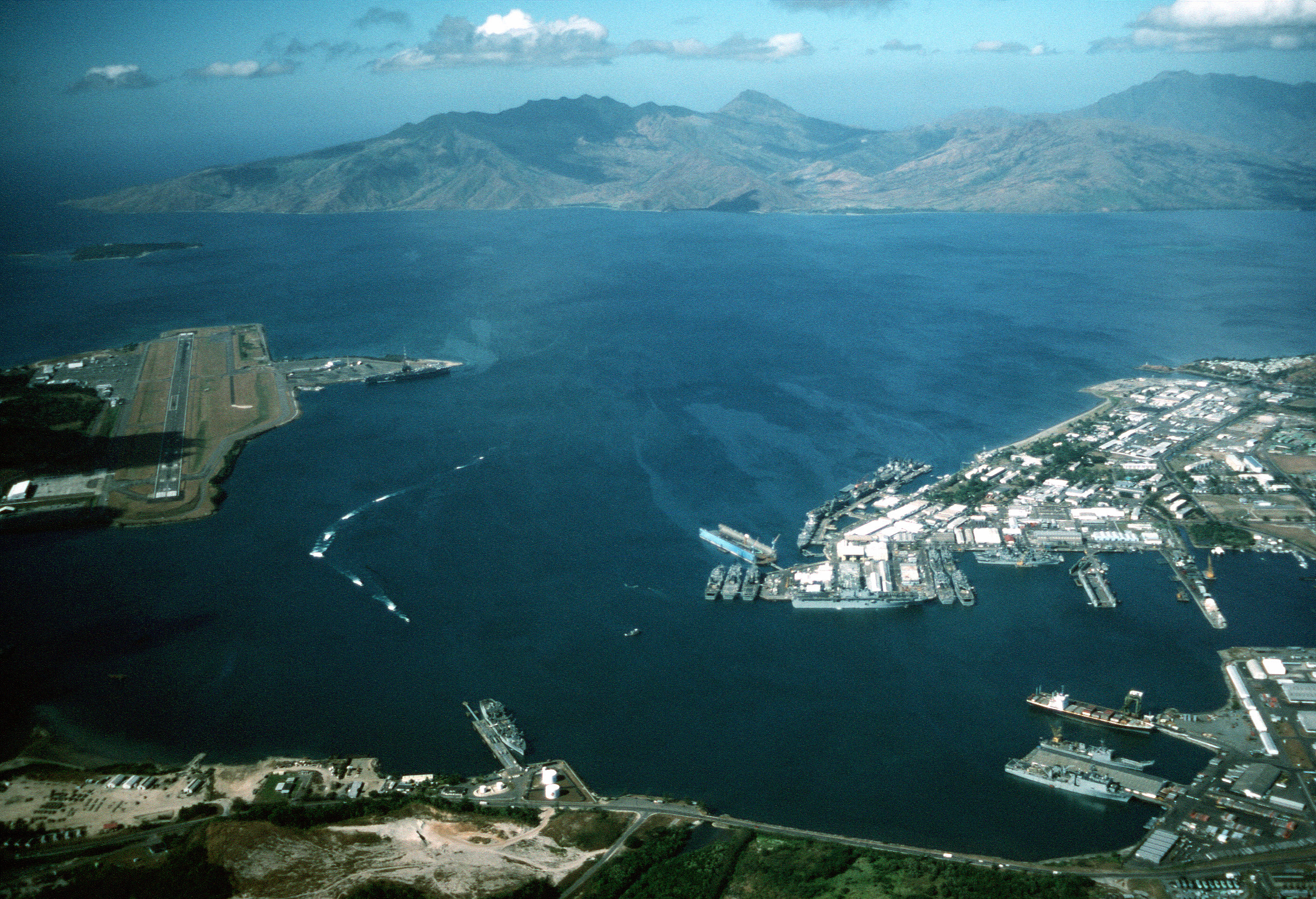
Olongapo Bay från öster med flottbasen till höger och flygbasen Cubi Point till vänster.

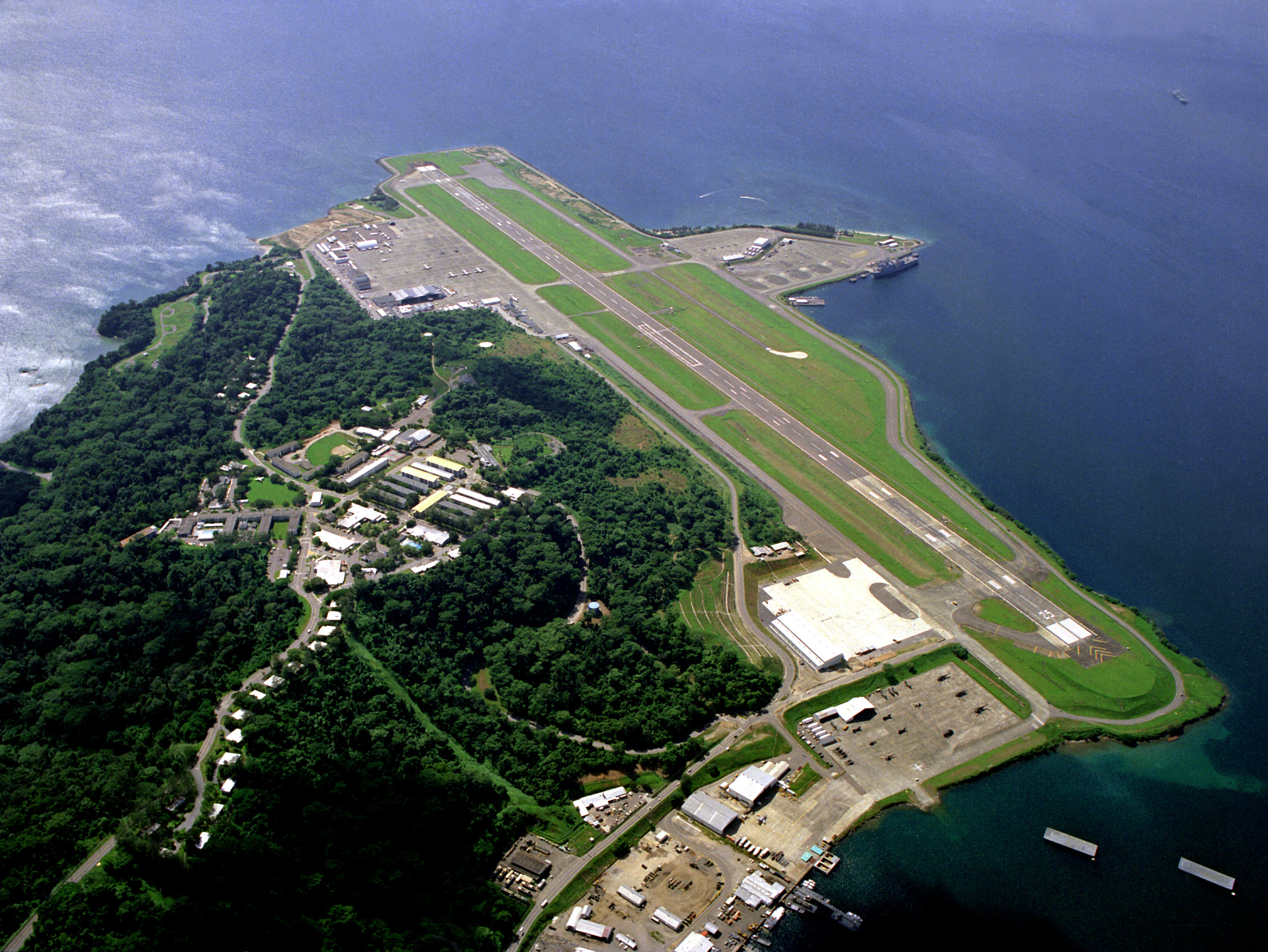
Flygbasen Cubi Point 1988.

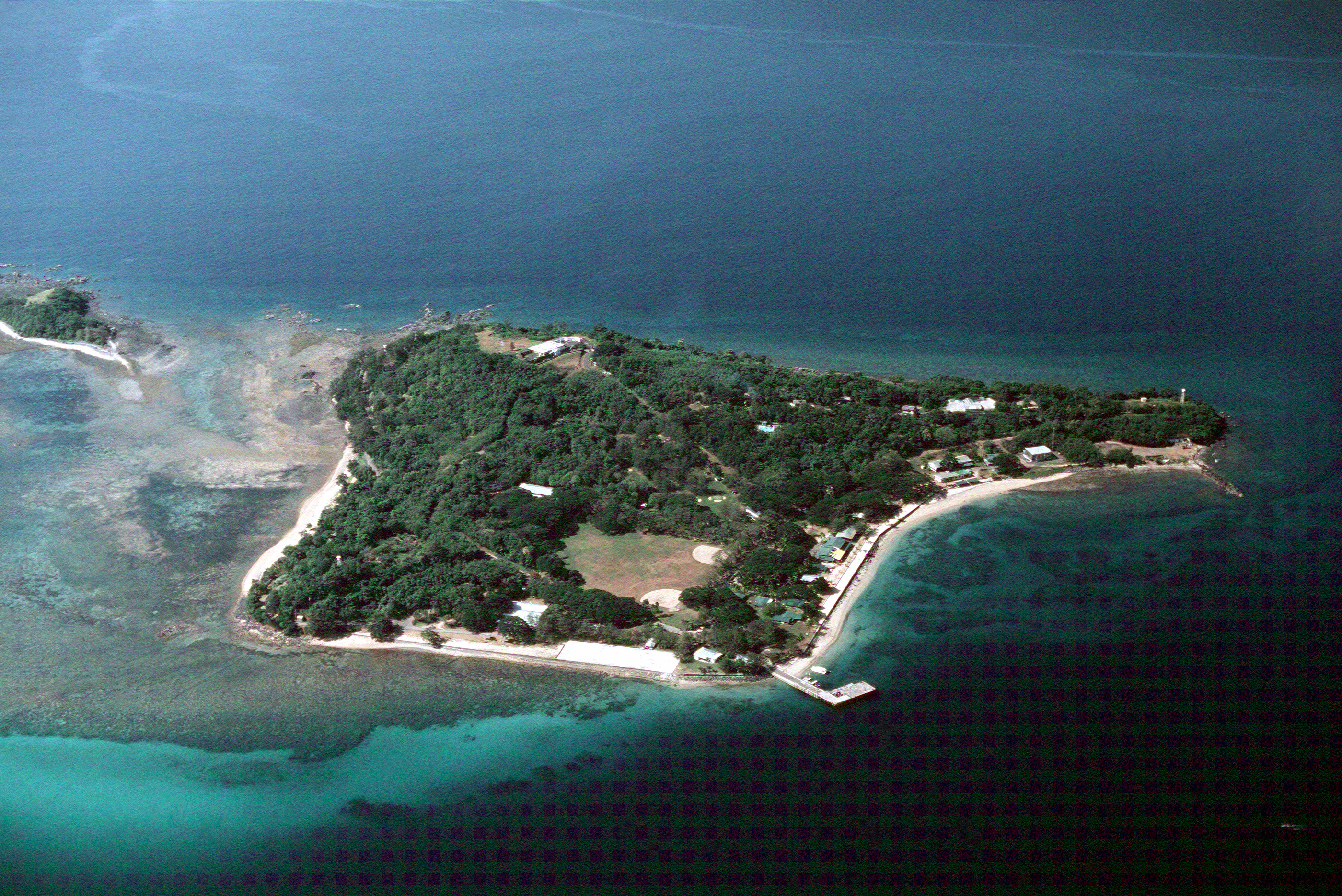
Grande Island sedd från nordost.

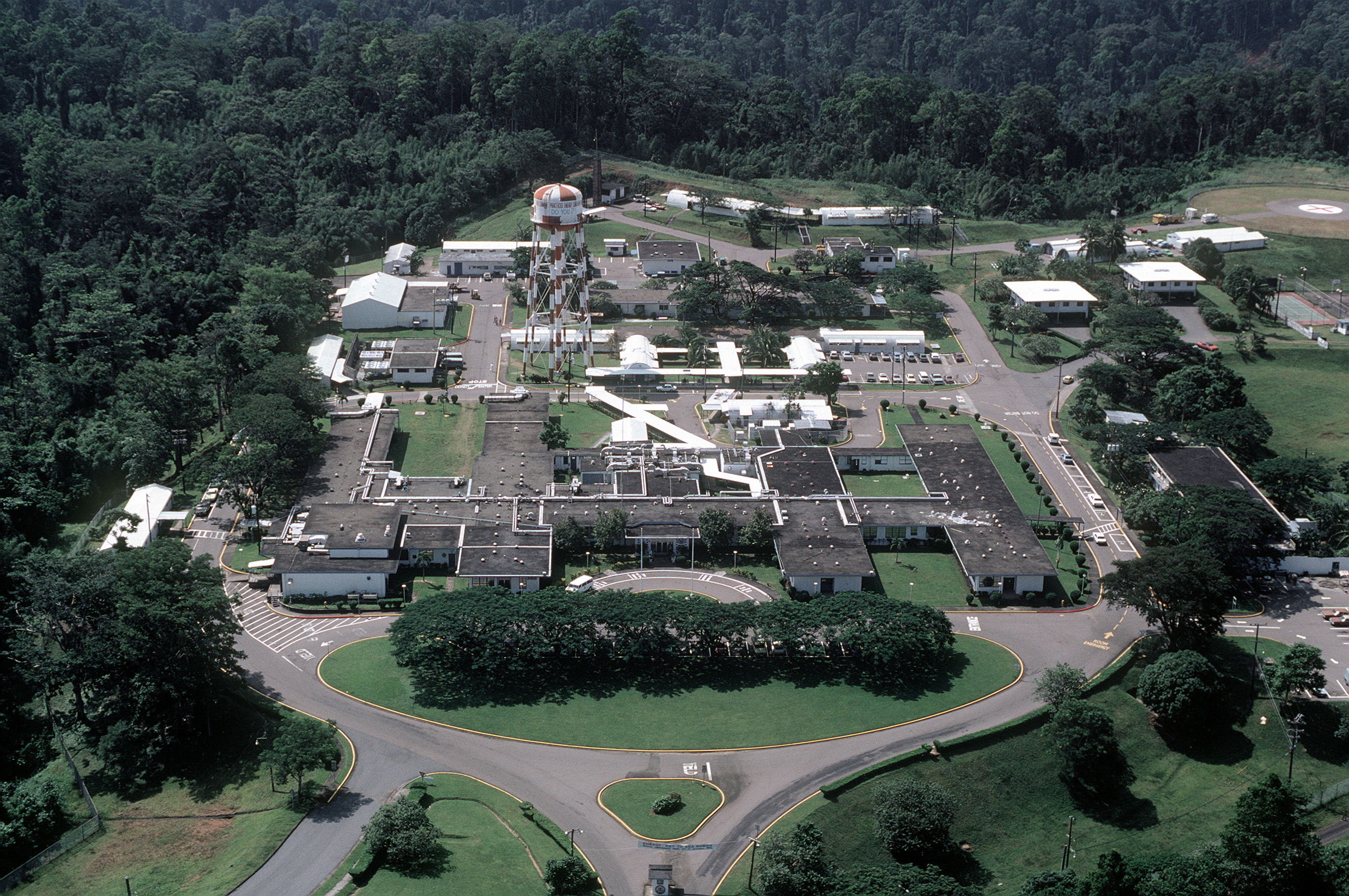
Amerikanska flottans sjukhus 4 km sydost om Cubi Point, idag George Dewey Medical Center.

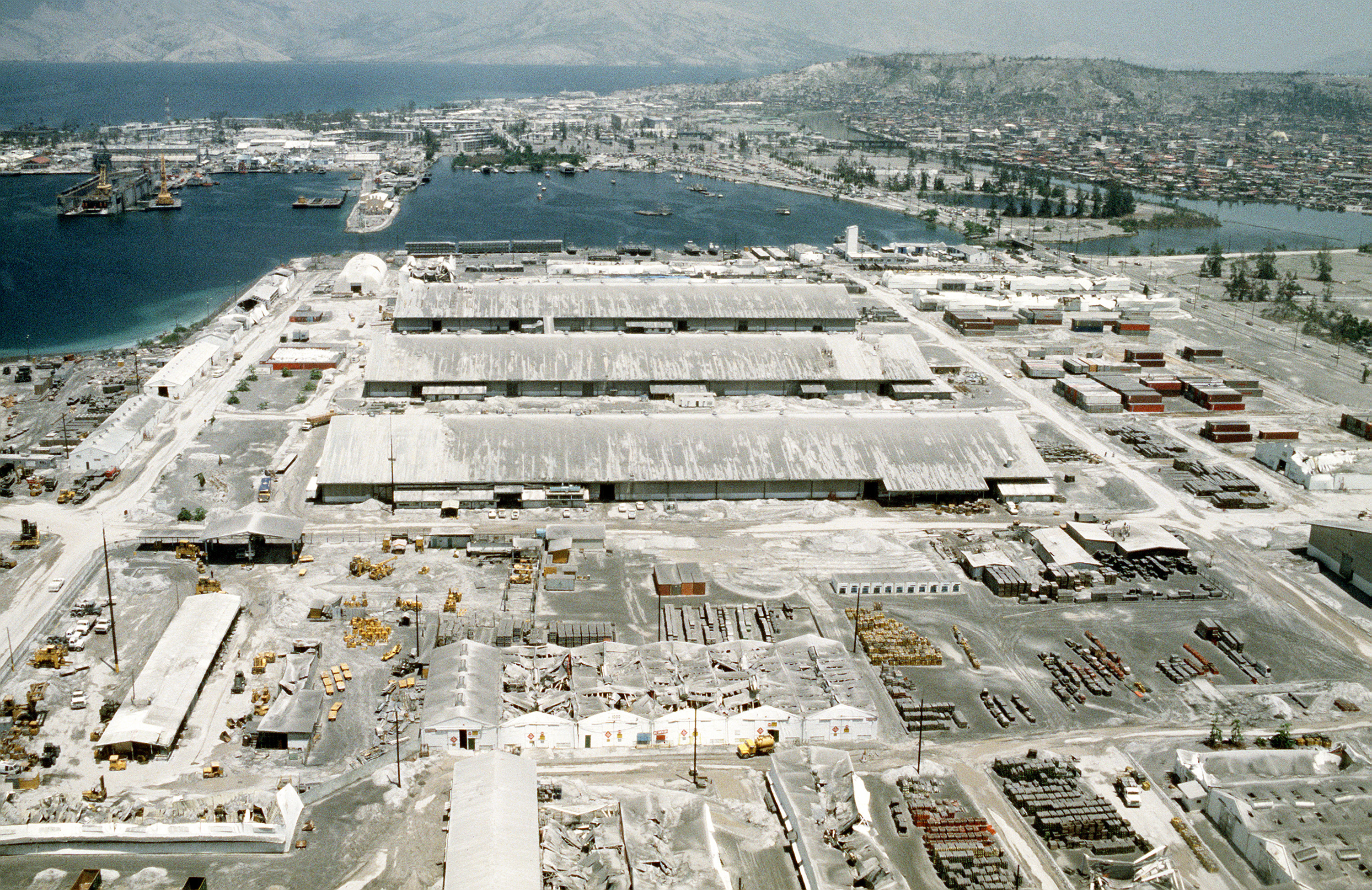
Aska från vulkanen Pinatubos utbrott 1991 täcker flottbasen Subic Bay.

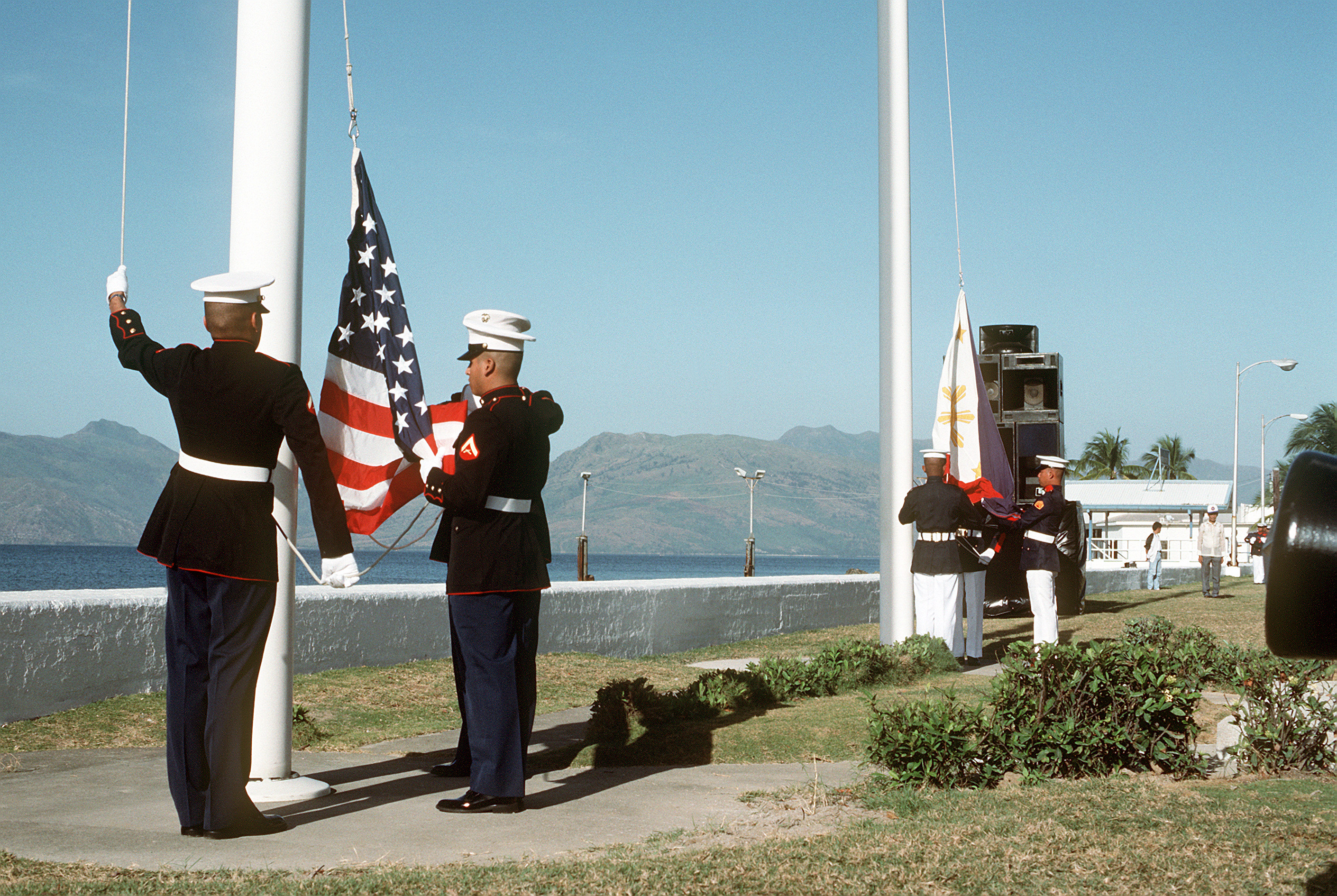
Den amerikanska flaggan halas och den filippinska hissas 24 november 1992.

## Historia
År 1868 började spanska flottan att utforska viken i jakt på ett bättre läge för deras flottbas på Filippinerna. I september 1885 påbörjades arbetet på Arsenal en Olongapo där floden Calaclan river rinner ut i viken. För att fylla ut våtmarkerna i floddeltat öppnades ett stenbrott i Kalalake. Dessutom grävdes en kanal för att separera flottbasen från land och fungera som en vallgrav och försvarslinje.
I juni 1898 kapitulerade det som var kvar av den spanska flottan i Subic Bay efter slaget vid Manilabukten.

### Filippinsk-amerikanska kriget
Under Filippinsk-amerikanska kriget iordningställde filippinska styrkor de spanska kustbatteriet på Grande Island i inloppet till viken och besköt det amerikanska fraktfartyget Zafiro och kryssaren Charleston. Den 23 september 1899 seglade monitorn Monterey eskorterad av kryssarna Charleston och Concord in i Subic Bay för att tysta batteriet. Montereys tunga kanoner besköt batteriet varefter marinsoldater landsteg på Grande Island och sprängde batteriet. De filippinska styrkorna drog sig tillbaka till staden Olongapo. Staden Olongapo och själva marinbasen intogs i december 1899.
År 1900 beslutade president Theodore Roosevelt att Subic Bay skulle bli amerikanska flottans huvudbas på Filippinerna. Skeppsvarv, torrdockor, verkstäder, sjukhus, kolupplag och en järnväg till Manila skulle byggas. Totala budgeten var en miljon dollar. Planerna lades på is 1907 och flottan satsade i stället på att bygga ut basen Pearl Harbor på Hawaii.
Washingtonfördraget som tecknades 1922 begränsade storleken på alla parters flottor och även anläggningar som örlogsbaser och kustartilleri. Därför skars verksamheten i Subic Bay ner och byggnader revs, allt under noggrann övervakning av Japan. Trots att mycket av verksamheten skars ner under president Calvin Coolidges tid behölls alltid en viss varvskapacitet, bland annat flytdockan USS Dewey.

### Andra världskriget
När andra världskriget bröt ut i Europa beslöt president Franklin D. Roosevelt att Subic Bay skulle upprustas, en uppgift som föll på general Douglas MacArthur som utsetts till högste chef över alla amerikanska styrkor på Filippinerna. Försvaret av Subic Bay ålades fjärde marinregementet som i november 1941 drogs tillbaka från Shanghai till Filippinerna. Den 11 december 1942 anfölls Subic Bay första gången av Japan när Zero-jaktplan dök upp och sköt ett antal Catalinor i sank. Dagen efter landsteg 2 500 man ur den japanska sextonde divisionen vid Legazpi på Bikolhalvön längst ner på sydöstra Luzon. Det japanska huvudanfallet sattes in 22 december då 43 110 man landsteg på tre olika brohuvuden vid Lingayenbukten på norra Luzon. Dagen efter landsattes ytterligare 7 000 man i Quezon. På julafton 1941 beslutade MacArthur att genomföra krigsplan Orange 3 vilket innebar att alla amerikanska trupper skulle dra sig tillbaka till Bataanhalvön. Detta medförde att Subic Bay måste överges. Hela örlogsbasen och staden Olongapo brändes ner. Förrådsfartyget (före detta pansarkryssaren) USS New York sänktes i viken och flytdockan Dewey, som varit förankrad i Subic Bay i 35 år, bogserades ned till Bataanhalvöns södra udde där även hon sänktes. Den 10 januari marscherade japanska trupper in i Olongapo och två dagar senare säkrade de viken genom att ta ön Grande Island.
Den 20 oktober 1944 började USA att återta Filippinerna genom landstigningen i Palo på Leyte (se Slaget vid Leytebukten). Den 29 januari 1945 landsteg 40 000 man vid San Antonio cirka tre mil nordväst om Olongapo som intogs dagen därpå. I mitten av februari kapitulerade de sista japanska styrkorna på Luzon.

### Koreakriget
Omedelbart efter kriget användes Subic Bay som bas för ubåtar och motortorpedbåtar och batteriet på Grande Island återuppbyggdes. Även staden Olongapo återuppbyggdes, men den här gången på fastlandssidan av den kanal som spanjorerna byggde på 1800-talet, cirka en kilometer nordost om det tidigare läget. Efter Filippinernas självständighet 4 juli 1946 förblev Olongapo under amerikansk administration, något som bekräftades i det avtal som undertecknades 14 mars 1947 där USA fick tillgång till sexton militärbaser på Filippinerna, däribland Subic Bay och staden Olongapo. Under Koreakriget började de grunda vattnen utanför Cubi Point tre kilometer söder om Olongapo att fyllas ut för att anlägga flygbasen Naval Air Station Cubi Point. Att fylla ut mark för den 3 000 meter långa landningsbanan var då ett av de största markprojekten i världen, endast överträffat av Panamakanalen. Även flottbasen på andra sidan Olongapo Bay byggdes ut kraftigt under samma period. Den 7 december 1959 lämnades staden Olongapo, som nu hade vuxit till 60 000 innevånare, över till Filippinerna.

### Vietnamkriget
Efter Tonkinbuktsintermezzot blev Subic Bay huvudbas för USA:s sjunde flotta, vilket ledde till en explosionsartad utbyggnad. Mycket materiel överfördes till Subic Bay från det nyligen nedlagda flottvarvet i Brooklyn. År 1967 byggdes en ny oljeterminal där supertankers kunde lossa olja utan att ta upp värdefull kajplats i själva örlogsbasen. Oljeterminalen försörjde inte bara flottbasen och flygbasen Cubi Point utan även flygbasen Clark Air Base via en 66 km lång pipeline. I stort sett alla fartyg som fick allvarligare skador under Vietnamkriget reparerades i Subic Bay, bland annat USS Forrestal som brandhärjades svårt efter en olycka 29 juli 1967. Efter Saigons fall 1975 fördes tusentals vietnamesiska flyktingar till Subic Bay av amerikanska flottan och ett stort flyktingläger byggdes i Morong på Bataanhalvön.
År 1979 omförhandlades basavtalet och USA blev från och med nu hyresgäst till Filippinska staten. flottans område krympte också från 244 till 63 km² samtidigt som filippinska trupper övertog bevakningen av basen.

### Avveckling
År 1991 fick vulkanen Pinatubo ett kraftigt utbrott samtidigt som tyfonen Yunya drabbade Luzon. De kombinerade naturkrafterna vållade omfattande materiella skador, bland annat begravdes hela basområdet i ett 30 cm tjockt lager av regnvåt aska och ett flertal tak kollapsade under tyngden. Ett intensivt uppröjningsarbete inleddes och i mitten på september var det mesta återuppbyggt och verksamheten tillbaka till det normala.
Den 13 september 1991 röstade filippinska senaten att inte förlänga avtalet med USA, något som var ett hårt slag för president Corazon Aquino som var en stark förespråkare för att förlänga avtalet. Huvudorsaken var att USA vägrade att avslöja om det fanns kärnvapen på basen. Under hela 1992 transporterades det mesta av utrustningen bort från Subic Bay och 24 november halades den amerikanska flaggan för sista gången i Subic Bay.
Idag är den före detta marinbasen en frihamn med omfattande handel som har hjälpt upp Filippinernas ekonomi. Den har idag tre kontainerterminaler, en terminal för konstgödsel och en för spannmål. Den före detta flygbasen på Cubi Point är idag Subic Bay International Airport. Ytterligare utfyllnad har gjorts för att bereda plats för två passagerarterminaler.
Subic Bay är idag ett populärt turistmål. De rekreationsanläggningar som byggdes under den amerikanska tiden finns kvar och har kompletterats av flera nya. Viken är också rik på skeppsvrak som är populära dykmål.

## Geografi
Subic Bay ligger mellan Bataanhalvön och San Antoniohalvön och sträcker sig cirka 17 km inåt land i nordlig riktning. Västra kusen är bergig och otillgänglig, men östra kusten erbjuder goda ankarplatser i Port Binanga, Triboa Bay och Olongapo Bay där själva örlogsbasen ligger. Inloppet behärskas av den knappt kilometerstora ön Grande Island. Inloppet öster om Grande Island är grunt (största djup ca 6 meter) och svårnavigerat, men väster om Grande Island är djupet över 30 meter.